# Новые Умысличи
Новые Умысличи — бывшая деревня на территории современного Брянского района Брянской области.
Возникла в конце XIX века. По переписи 1926 года, население составляло 58 человек.
До 1924 года — в Любохонской, Дорожовской волости; в 1924—1929 гг. в Жуковской волости; с 1929 года в Жуковском районе (Новониколаевский, с 1930-х гг. — Старолавшинский сельсовет); с 1959 года в Брянском районе (Дорожовский сельсовет).
С 1960-х годов не упоминается. В настоящее время не существует.